# Eliezer Ben Yehuda
Eliezer Ben-Yehuda (en hebreo: אליעזר בן-יהודה‎; nacido Eliezer Yitzhak Perlman, en ruso: Элиезер Ицхак Перельман; Luzhki, 7 de enero de 1858-Jerusalén, 16 de diciembre de 1922) fue un lingüista, lexicógrafo y periodista judío, considerado el principal artífice y promotor del renacimiento del idioma hebreo. A lo largo de su vida, su lema fue «¡hebreo, habla hebreo!».

## Primeros años
Eliezer Yitzhak Perlman nació el 7 de enero de 1858 en Luzhki, una aldea judía de la gobernación de Vilna, la cual formaba parte de la Zona de Asentamiento, la única región del Imperio ruso donde la población judía tenía permitido residir. Sus padres, Yehuda Leib y Tzipora Perlman, eran jasídicos de la organización Chabad. Su lengua materna era el yidis. A partir de los tres años de edad estudió hebreo y la Biblia hebrea en un jéder, como era la costumbre de los judíos de Europa del Este. En 1863, a los cinco años de edad, Eliezer perdió a su padre.
En 1871, luego de su Bar Mitzvah, Perlman fue enviado por su madre a una yeshivá ubicada en Pólotsk, con la esperanza de que se convirtiera en rabino. El jefe de la yeshivá, el rabino Yossi Bloyker, era secretamente parte de la Haskalá, o ilustración judía, por lo que decidió enseñarle a Perlman la gramática del hebreo (lo cual estaba prohibido) y exponerlo a textos laicos. Perlman dejó la yeshivá luego de un corto tiempo allí, pero se quedó con las ideas ilustradas a las que fue introducido. Conoció a un hombre llamado Shlomo Yonas, un judío acomodado que lo introdujo a más literatura laica y le enseñó el idioma ruso. Fue aquí cuando Perlman decidió abandonar la religiosidad, adoptando en su lugar el judaísmo secular. Además, Yonas le recomendó estudiar en occidente, con el fin de que se case con su hija mayor, Dvora.
En 1878, Perlman fue a París, a estudiar medicina en la Universidad Sorbona. Pudo pagar sus estudios gracias a su trabajo de traductor en la Alianza Israelita Universal. En 1879, Perlman publicó un artículo en el periódico mensual HaShahar, titulado Una pregunta honorable, donde promovió el sionismo (que en ese entonces era una idea primitiva, no un movimiento organizado) y abogó por la adopción del hebreo como lengua popular de un hipotético Estado judío, siendo que en ese entonces solo había sido propuesto como idioma oficial simbólico. Perlman firmó el artículo como Eliezer Ben-Yehuda, nombre que adoptó ese año.
Luego de dos años de residir en París, Ben-Yehuda fue diagnosticado con tuberculosis. Para mediados de 1880 su situación había empeorado tanto que tuvo que ser enviado a Argel, donde se encontraban sanatorios especializados, por lo que no pudo terminar sus estudios de medicina. Ben-Yehuda se interesó por los judíos de la ciudad, con los que se comunicó en hebreo, pues estos no hablaban francés y él no hablaba árabe. Esto puso a prueba sus teorías sobre el idioma, viendo esta experiencia como una confirmación de que el hebreo podía ser usado como un lenguaje de comunicación cotidiana. Además, Ben-Yehuda quedó fascinado con el acento sefardí con el que hablaban los judíos argelinos, por lo que decidió que este debería ser el dialecto estándar del hebreo.
En 1881, Ben-Yehuda volvió a París. Allí escribió a Shlomo Yonas y su hija Dvora, informándoles de su deseo de casarse con ella, con la condición de que se establezcan en Palestina y críen a sus hijos exclusivamente en hebreo. Dvora aceptó. En el verano de ese año viajó a Viena, donde conoció a su prometida, de allí pasaron por Rumanía y Constantinopla hasta el Cairo, donde se casaron. En octubre, los Ben-Yehuda desembarcaron en el puerto de Jaffa.

## Resurrección de la lengua hebrea

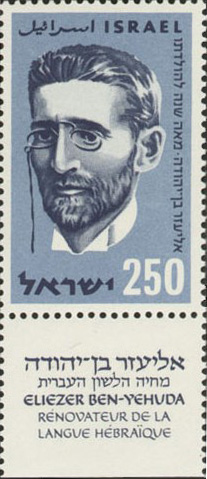
Sello del Correo de Israel de 1959, dedicado a Eliezer Ben-Yehuda.

En 1881 emigró a Palestina, entonces una provincia del Imperio otomano. Motivado por las ideas de renovación y por el rechazo al estilo de vida de la diáspora, Ben-Yehuda se puso a trabajar en una nueva lengua que pudiese reemplazar al yidis y otros dialectos regionales como medio de comunicación habitual entre los judíos.
Ben-Yehuda crio a su hijo, Ben-Zion Ben-Yehuda (su nombre significa "hijo de Sion"), íntegramente en hebreo. Rechazó exponerlo a otras lenguas durante su niñez. Ben-Zion fue el primer hablante nativo de hebreo moderno. Su autobiografía, escrita bajo el seudónimo de Itamar Ben-Avi ("Itamar, hijo de Avi" es una abreviatura creada a partir de las primeras tres letras del nombre Eliezer Ben-Yehuda en hebreo), se sigue leyendo habitualmente en Israel.
Mientras que al principio muchos consideraron su trabajo utópico, la necesidad de contar con una lengua común obtuvo el apoyo de muchos. En 1884 empezó a publicar El ciervo, un periódico en hebreo que abogaba por el Sionismo. Se fundó el Comité de la Lengua Hebrea, que más tarde pasaría a ser la Academia del Idioma Hebreo. Los resultados de su obra y del Comité fueron publicados en un diccionario (El diccionario completo del hebreo antiguo y moderno).
El trabajo de Ben-Yehuda fue sembrado en un suelo fértil, pues al principio del siglo XX el hebreo había avanzado un gran camino hacia convertirse en la lengua principal de la población judía en Palestina durante el Gobierno británico de Palestina y la posterior fundación del Estado de Israel.

Antes de Ben-Yehuda, los judíos podían hablar hebreo; tras él, lo hicieron.
Cecil Roth

## Vida personal

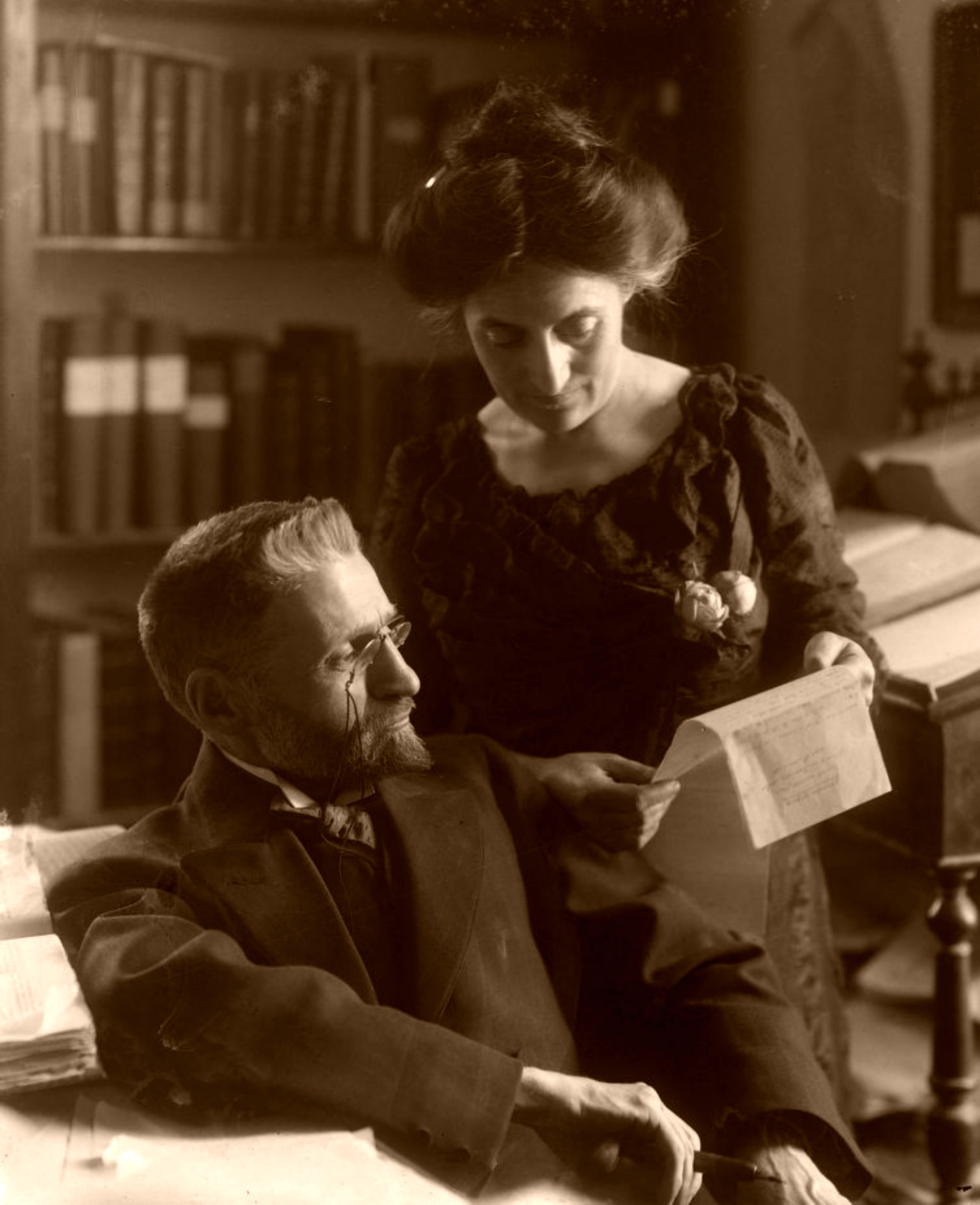
Eliezer y Hemda Ben-Yehuda, 1912.

En 1881, Ben-Yehuda contrajo matrimonio con Dvora Yonas, hija de Shlomo Jonas. Tuvieron cinco hijos: Ben Zion, Yemima, Avihayil, Shlomit y Atarah. En 1891, Devora murió de tuberculosis, enfermedad que también afligía a su marido. Semanas después de enviudar, Ben-Yehuda le propuso matrimonio a Paula Yonas, hermana menor de Dvora, afirmando que esta última había deseado que lo haga. Shlomo Yonas se opuso, debido a que Ben-Yehuda era quince años mayor que Paula, temiendo además que la contagie de tuberculosis. En 1892, Ben-Yehuda perdió a Aviyahil, Shlomit y Atarah, debido a una epidemia de difteria. Luego de esta tragedia, Shlomo Yonas permitió el matrimonio.
Ben-Yehuda y Paula se casaron el 29 de marzo de 1892. Paula adoptó el nombre hebreo «Hemda». Tuvieron seis hijos: Dvora, Ehud, Ada, Ehud Shlomo, Dvora Dola y Zilpah. Los dos mayores, Dvora y Ehud, fallecieron en la infancia. Hemda Ben-Yehuda terminó convirtiéndose en una periodista y autora de renombre, terminando el diccionario hebreo décadas después de la muerte de su marido.